# هوغو سيد
هوغو سيد (بالإسبانية: Hugo Cid)‏ هو لاعب كرة قدم مكسيكي، ولد في 3 يوليو 1991 في مدينة فيراكروز في المكسيك. لعب مع تيبورونيس روخوس دي فيراكروز.

## وصلات خارجية
- هوغو سيد على موقع قاعدة بيانات كرة القدم.إي يو (الإنجليزية)
- هوغو سيد على موقع Soccerway.com (الإنجليزية)
- هوغو سيد على موقع AS.com (الإسبانية)